# 莎湖陆棚

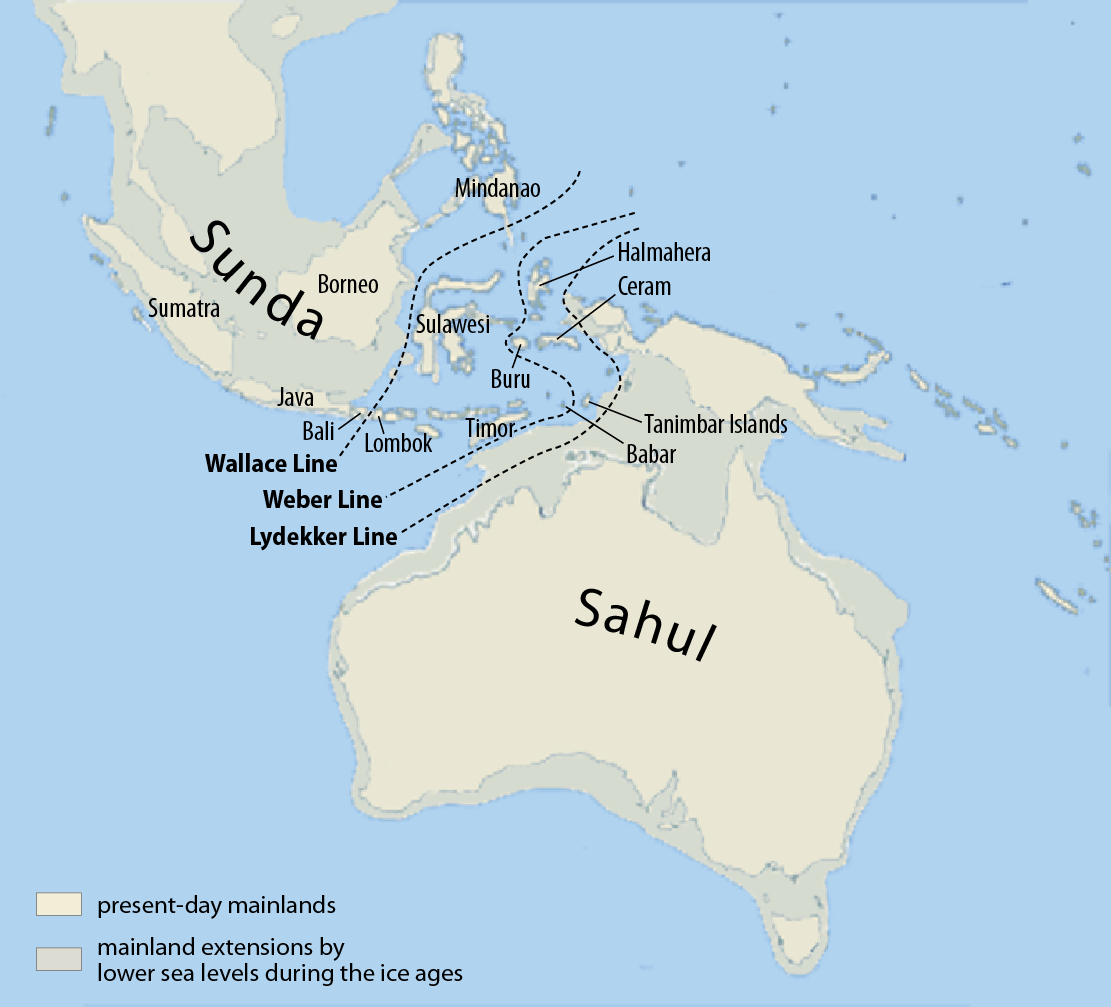
今日的莎湖陆棚與巽他陆棚。在這兩者之間為華萊士區。

莎湖陆棚（英語：Sahul Shelf；發音： /səˈhuːl/），又譯萨赫尔陆棚或萨赫勒陆棚，是澳大利亚的延伸，位處於澳大利亚大陆海岸以外，新几内亚及其附属岛屿是这个陆棚的一部分。
这核心周围，本地区的其馀部分则是陆棚外缘一系列连续褶皱运动逐步形成的，更强烈和广泛的造山幕发生于中生代时期。位于许多板块的会合处，故而地质运动颇为剧烈，火山活动相当的活跃，整個地区各处散布著二百多座火山，其中约七十座在印度尼西亚，过去一百五十年间曾喷发过。在四个主要冰期，当时海平面比现在低过一百公尺（300呎），巽他与莎湖两陆棚露出海面，陆棚地面大河奔流，当时的动物和古人类可藉陆桥穿越此处。当一萬七千年前冰盖融解後，巽他陆棚一部分被淹没，山脉和较高的地方成了浅海浸入的岛屿或半岛。
莎湖陆棚的主體又名帝汶海莎湖陸棚，面積有31萬平方公里，從澳大利亚往西北方延伸，形成現時帝汶海的海床，直達帝汶島，直到帝汶海槽為止開始向下沉。莎湖陆棚的另一部分阿拉弗拉陸棚的面積有93萬平方公里，從澳大利亞的北岸延伸，形成了阿拉弗拉海的海床，直到新畿內亞。莎湖陆棚有時亦包括羅雷依陸棚，面積有31萬平方公里，從澳大利亞的西北岸往印度洋延伸，最南直到西北峽。

## 參看
- 華萊士線
- 澳大利亞洲

## 外部連結
9°36′S 131°42′E / 9.6°S 131.7°E